# Newton Thomas Sigel
Newton Thomas (Tom) Sigel (Detroit, augustus 1955) is een Amerikaanse cameraman (director of photography). Hij is vooral bekend van zijn samenwerkingen met regisseur Bryan Singer.

## Carrière
Newton Thomas Sigel studeerde schilderkunst in New York en maakte als artiest een tijd deel uit van de Whitney Museum of American Art. Aan het begin van zijn carrière werkte hij als cameraman in dienst van de experimentele filmmaker Kenneth Anger en filmde hij documentaires als El Salvador: Another Vietnam (1981) en When the Mountains Tremble (1983). Met die laatste docu viel hij in de prijzen op het Sundance Film Festival.
In 1985 filmde hij met Latino zijn eerste langspeelfilm. Tien jaar later werkte hij voor het eerst samen met regisseur Bryan Singer. Samen maakten ze de mysteryfilm The Usual Suspects (1995). De film was een succes en betekende het begin van een lange samenwerking tussen de twee. In de daaropvolgende decennia filmde Sigel in dienst van Singer onder meer X-Men (2000), Superman Returns (2006) en Bohemian Rhapsody (2018). Voor die laatste film ontving hij een BAFTA-nominatie.
Tussendoor werkte hij ook samen met bekende filmmakers als David O. Russell, Terry Gilliam, Nicolas Winding Refn en George Clooney.

## Prijzen en nominaties
| Prijs / Festival       | Categorie          | Film                              | Uitslag     |
| ---------------------- | ------------------ | --------------------------------- | ----------- |
| Sundance Film Festival | Speciale juryprijs | When the Mountains Tremble (1983) | Gewonnen    |
| BAFTA Awards           | Beste camerawerk   | Bohemian Rhapsody (2018)          | Genomineerd |

## Filmografie

### Film
| - Latino (1985) - Rude Awakening (1989) - Salmonberries (1991) - Crossing the Bridge (1992) - Into the West (1992) - Indian Summer (1993) - Money for Nothing (1993) - Blankman (1994) - The Usual Suspects (1995) - Foxfire (1996) - The Trigger Effect (1996) - Blood and Wine (1996) - Fallen (1998) - Apt Pupil (1998) - Brokedown Palace (1999) - Three Kings (1999) - X-Men (2000) - Confessions of a Dangerous Mind (2002) - X-Men 2 (2003) |  | - The Brothers Grimm (2005) - Superman Returns (2006) - Towelhead (2007) - Leatherheads (2008) - Valkyrie (2008) - Leap Year (2010) - Frankie & Alice (2010) - The Conspirator (2010) - Drive (2011) - Movie 43 (2013) - Jack the Giant Slayer (2013) - X-Men: Days of Future Past (2014) - Seventh Son (2014) - Crouching Tiger, Hidden Dragon: Sword of Destiny (2016) - X-Men: Apocalypse (2016) - Marshall (2017) - Bohemian Rhapsody (2018) - Extraction (2020) |

### Televisie (selectie)
- The Wonder Years (1988)
- House (2004)
- Battle Creek (2015)
- The Gifted (2017)